# Koidu Sportstadion
Het Koidu Sportstadion is een multifunctioneel stadion in Koidu, een stad in Sierra Leone. 
Het stadion wordt vooral gebruikt voor voetbalwedstrijden, de voetbalclub Diamond Stars maakt gebruik van dit stadion. In het stadion is plaats voor 10.500 toeschouwers. 